# Rhapsodie
Eine Rhapsodie (von altgriechisch ῥάπτω rhápto „zusammennähen“, übertragen „zusammensetzen“, und ᾠδή odē „Gesang“) war ursprünglich ein von griechischen Wandersängern, den Rhapsoden, vorgetragenes Gedicht oder Teil einer Dichtung.
Heute versteht man unter Rhapsodie ein Vokal- oder Instrumentalwerk, das an keine spezielle Form in der Musik gebunden ist. Die musikalischen Themen der Rhapsodie sind regelmäßig lose miteinander verbunden, sie können in flüchtigen, unzusammenhängenden musikalischen Gedanken gegeben sein, die nicht unbedingt aufeinander aufbauen oder Bezug nehmen. Insofern dient der Begriff des „Rhapsodischen“ mitunter als ein leicht abschätziges Werturteil, wo dieser auf den Mangel eines großen Formzusammenhangs in einem Satzganzen hinweisen soll.
Meist kommen die Themen und Motive aus der Volksmusik. Rhapsodien wurden u. a. veröffentlicht von:
- Johannes Brahms,
- Claude Debussy,
- Maurice Ravel (Rapsodie Espagnole),
- George Gershwin (Rhapsody in Blue),
- George Enescu (Rumänische Rhapsodien),
- Antonín Dvořák (Slawische Rhapsodie),
- Ralph Vaughan Williams (Norfolk Rhapsody),
- John Serry senior (American Rhapsody)[1].[2] und
- Franz Liszt (Ungarische Rhapsodien).

Die Rhapsodien Franz Liszts basieren auf sogenannten Zigeunerweisen, deren Hauptmerkmal die sogenannte Zigeuner-Moll-Tonleiter mit kleiner Terz, übermäßiger Quarte, kleiner Sexte und großer Septime ist. Gleichwohl hat Liszt in seinen Kompositionen den in den Salons seiner Zeit vorherrschenden Musikgeschmack berücksichtigt.
Rachmaninow hat mit der 18. Variation – Rhapsodie über ein Thema von Paganini eine seinem Stil entsprechende Interpretation des Begriffs geliefert.
Die Rockband Queen greift in dem Stück Bohemian Rhapsody das rhapsodische Prinzip auf.
Der Mediziner Johann Christian Reil verwendete das Wort Rhapsodie für seine berühmt gewordene Schrift Rhapsodien über die Anwendung der psychischen Curmethode auf Geisteszerrüttungen. Darin setzt er sich in zwanglos vortragender („rhapsodierender“) Form (vgl. Rhapsode) mit dem gesamten Gebiet der Psychiatrie auseinander.